# Карнаух, Николай Гаврилович
Карнаух Николай Гаврилович (род. 1 января 1938, Никопольский район, Днепропетровская область) — советский и украинский учёный в области промышленной медицины, врач-гигиенист. Доктор медицинских наук (1983), профессор (1989). Директор Украинского НИИ промышленной медицины (1989—2011).

## Биография
Родился 1 января 1938 года в селе Сичевик[уточнить] Никопольского района Днепропетровской области.
В 1961 году окончил Днепропетровский медицинский институт.
С 1961 года работал в Украинском научно-исследовательском институте промышленной медицины (Кривой Рог): в 1964—1974 годах — заведующий лабораторией промышленного микроклимата, в 1974—1979 годах — заведующий гигиеническим отделом, в 1979—1989 годах — заместитель директора по научной работе, в 1989—2011 годах — директор.

## Научная деятельность
Специалист в области промышленной медицины. Автор научных статей.
Изучал проблемы профилактики неблагоприятного воздействия окружающей среды на организм и укрепления здоровья работников металлургических и горнодобывающих предприятий.

### Научные труды
- Гигиена труда металлурга. — Киев, 1977.
- Руководство по профессиональным болезням. Т. 2. — М., 1983.
- Принципы и критерии диагностики профессиональных заболеваний: Руководство для врачей. — Кривой Рог, 1998.
- Загрязнение воздуха жилой зоны и здоровье человека. — Кривой Рог, 2008.
- Умови праці і здоров’я металургів. — Кривий Ріг, 2009.